# Highway (группа)
Highway — черногорский бой-бэнд, который представил Черногорию на «Евровидении-2016» в Стокгольме.

## Конкурс песни Евровидение 2016
2 октября 2015 года было объявлено, что бой-бэнд отправится на «Евровидение 2016», которое пройдёт в Стокгольме.
Выступали в первом полуфинале. Не вошли в десятку лучших, заняв 13 место, не прошли в финал конкурса.